# Андорра на зимних Олимпийских играх 2014
Андорра на зимних Олимпийских играх 2014 была представлена 6 спортсменами в трёх видах спорта.

## Состав и результаты олимпийской сборной Андорры

### Биатлон
Женщины
| Соревнование         | Спортсмены | Стрельба    | Время   | Место |
| -------------------- | ---------- | ----------- | ------- | ----- |
| Спринт               | Лор Сулье  | 2 (1+1)     | 23:57,8 | 66    |
| Индивидуальная гонка | Лор Сулье  | 3 (1+1+0+1) | 50:04,2 | 48    |

### Горнолыжный спорт
Андорра в горнолыжном спорте будет представлена 4 спортсменами: Кевином Эстеве, Марком Оливерасом, Жоаном Верду Санчесом и Мирейей Гутьеррес.
Мужчины
| Соревнование      | Спортсмены        | Скоростной спуск/ 1 спуск | Скоростной спуск/ 1 спуск | Слалом/ 2 спуск | Слалом/ 2 спуск | Всего   | Место |
| Соревнование      | Спортсмены        | Время                     | Место                     | Время           | Место           | Всего   | Место |
| ----------------- | ----------------- | ------------------------- | ------------------------- | --------------- | --------------- | ------- | ----- |
| Скоростной спуск  | Кевин Эстеве      |                           |                           |                 |                 |         |       |
| Скоростной спуск  | Марк Оливерас     |                           |                           |                 |                 | 2:12,76 | 40    |
| Суперкомбинация   | Кевин Эстеве      |                           |                           |                 |                 |         |       |
| Суперкомбинация   | Марк Оливерас     |                           |                           |                 |                 |         |       |
| Супергигант       | Кевин Эстеве      |                           |                           |                 |                 |         |       |
| Супергигант       | Марк Оливерас     |                           |                           |                 |                 |         |       |
| Гигантский слалом | Марк Оливерас     |                           |                           |                 |                 |         |       |
| Гигантский слалом | Жоан Верду Санчес |                           |                           |                 |                 |         |       |

Женщины
| Соревнование      | Спортсмены       | Скоростной спуск/ 1 спуск | Скоростной спуск/ 1 спуск | Слалом/ 2 спуск | Слалом/ 2 спуск | Всего | Место |
| Соревнование      | Спортсмены       | Время                     | Место                     | Время           | Место           | Всего | Место |
| ----------------- | ---------------- | ------------------------- | ------------------------- | --------------- | --------------- | ----- | ----- |
| Скоростной спуск  | Мирейя Гутьеррес |                           |                           |                 |                 |       |       |
| Суперкомбинация   | Мирейя Гутьеррес |                           |                           |                 |                 |       |       |
| Супергигант       | Мирейя Гутьеррес |                           |                           |                 |                 |       |       |
| Гигантский слалом | Мирейя Гутьеррес | DNF                       | DNF                       | DNF             | DNF             | DNF   | DNF   |
| Слалом            | Мирейя Гутьеррес | DNF                       | DNF                       | DNF             | DNF             | DNF   | DNF   |

### Сноуборд
Бордеркросс
| Соревнование | Спортсмены         | Квалификация | Квалификация | 1/8 финала | Четвертьфинал | Полуфинал | Финал | Место |
| Соревнование | Спортсмены         | Результат    | Место        | 1/8 финала | Четвертьфинал | Полуфинал | Финал | Место |
| ------------ | ------------------ | ------------ | ------------ | ---------- | ------------- | --------- | ----- | ----- |
| Мужчины      | Льюис Марин Таррок |              |              |            |               |           |       |       |